# Кополовец, Михаил Михайлович
Михаи́л Миха́йлович Кополовец (укр. Михайло Михайлович Кополовець; род. 29 января 1984, Ростоки, Закарпатская область) — украинский футболист, выступавший на позиции полузащитника.

## Биография
Пришёл в футбол в семилетнем возрасте к детскому тренеру Александру Филипу в ужгородском СДЮШОР. Тренировался под руководством Александра Ивановича до шестнадцатилетнего возраста, впоследствии тренер ФК ОСК «Закарпатье» Михаил Иваница отобрал его в состав клуба «Закарпатье-2», который в сезоне 2001/02 выступал во второй лиге чемпионата Украины.
В марте 2007 года перешёл в «Карпаты» (Львов), но в клубе по условию контракта должен был появиться 1 июля. В команде дебютировал 13 июля 2007 года. 27 мая 2013 года выставлен на трансфер.
4 июля 2013 года стало известно что Михаил проведёт сезон 2013/14 на правах аренды в ужгородской «Говерле». Но доиграв до конца 2013 года Михаил не попадая в основной состав и не найдя общего языка с тренером изъявил желание покинуть ужгородский клуб. 13 марта 2014 года перешёл в белорусскую «Белшину» на правах аренды. А уже 30-го марта дебютировал в матче против ФК «Гомель». В июне 2014 года по семейным обстоятельствам покинул клуб.
В январе 2015 года по обоюдному согласию с львовским клубом расторг контракт и покинул Львов. В феврале 2015 года перешёл в клуб пятого немецкого дивизиона чемпионата Германии «Айнхайт» из Рудольштадта. За немецкий клуб играл до 30 июня 2016 года. Продолжил карьеру в любительском клубе «Минай» из Закарпатской области.

## Достижения
- Победитель Первой лиги Украины: 2003/04, 2019/20
- Серебряный призёр Первой лиги Украины: 2006/07